# Erich Srbek
Erich Srbek (Praga, 4 de junho de 1908 - 24 de fevereiro de 1973) foi um futebolista e treinador checo que atuava como meio-campo.

## Carreira
Erich Srbek fez parte do elenco da Seleção Checoslovaca de Futebol, na Copa de 1934, atuando em três partidas. 

## Títulos
- Copa do Mundo: Vice - 1934